# Caso de estudo
Caso de estudo ou estudo de caso é uma abordagem de pesquisa que consiste na investigação aprofundada e detalhada de um único caso: um fenômeno, um evento, um grupo ou uma situação específica.
Essa metodologia é bastante flexível e permite a análise de diversos tipos de processos, como os psicológicos, educacionais, históricos, administrativos, sociais, organizacionais, ambientais.
A principal força do estudo de caso reside na capacidade de lidar com múltiplas ferramentas ou fontes de investigação para garantir a validade e a profundidade dos seus achados: arquivos, documentos, entrevistas, observações, dados quantitativos.

## Origens, desenvolvimento e aplicações
Algumas interpretações, como a de John Gerring, atribuem as origens do estudo de caso aos primeiros relatos históricos ou mesmo a contos míticos, em que se analisavam detidamente episódios singulares para extrair lições de vida. As investigações naturalistas, por seu lado, enfatizaram a compreensão dos fenômenos em seu ambiente natural, sem manipulação ou controle. Já a conceituação inicial do estudo de caso pode ser atribuída à filosofia empírica do século XIX. John Stuart Mill sistematizou em A System of Logic (1843) métodos de indução (como o de concordância e o de diferença) que fundam a lógica da comparação entre casos para identificar relações causais (ainda que não seja este o objetivo do método).
Frederic Le Play (1806-1882), um engenheiro de minas francês que acabou ajudando no desenvolvimento empírico de da sociologia em sua fase de formação é considerado um dos primeiros a usar o estudo de caso nesta disciplina. Le Play publicou, por exemplo, a monografia Os operários europeus (Les ouvriers Européens), em 1855, onde examinou profundamente famílias operárias para compreender as condições sociais dos trabalhadores europeus, lançando bases para o método qualitativo e estatístico.
O estudo de caso tem também fortes raízes médicas. Na história da clinica médica, o relato da doença (history taking) já constituía estudo de caso ao documentar detalhadamente casos individuais de pacientes.
Sigmund Freud utilizou casos emblemáticos, como o de Anna O, para desenvolver a psicanálise, mostrando como narrativas detalhadas de indivíduos sobre o histórico de seu humor, de seus sintomas e comportamentos podiam gerar teorias psicológicas. Esse modelo de investigação baseada em casos tornou-se, no início do século XX, dominante na pesquisa em psicologia e no tratamento psicológico individual, que passou a valorizar as dinâmicas da vida pessoal na amplitude de seus contextos, com histórias pessoais, interações familiares e influências sociais. Posteriormente a abordagem foi incorporada para o entendimento do comportamento humano de modo mais abrangente, como no caso da psicologia educacional onde foi utilizada para explorar e testar estratégias de desenvolvimento e processos de aprendizagem.
Na área do direito, Christopher Columbus Langdell (1870 – 1890) professor na Harvard Law School entre 1870 e 1895,  introduziu o estudo de caso na educação jurídica estimulando eus alunos a ler e analisar decisões judiciais específicas em vez de tratados abstratos. Essa estratégia foi seguida por escolas de negócios, que também passara a usar exemplos reais que ajudassem a entender princípios teóricos.
No campo educacional, o método do caso é considerado uma das bases da pedagogia ativa, corrente que privilegia o protagonismo do aluno e a construção do conhecimento a partir de experiências concretas. Essa abordagem, de inspiração interpretativa e construtivista, parte do princípio de que a aprendizagem se dá de forma mais eficaz quando o estudante participa ativamente da análise de situações reais ou simuladas, formulando hipóteses, tomando decisões e refletindo sobre suas consequências. Segundo Merriam (1998), o estudo de caso aplicado à educação não apenas transmite conteúdos, mas também desenvolve competências críticas e investigativas, ao integrar teoria e prática em um mesmo processo de aprendizagem.
No disciplina de antropologia, pode-se tomar Bronisław Malinowski como um exemplo de como a etnografia,  tem um peso histórico no desenvolvimento do estudo de caso. No início do século XX, Malinowski conviveu com os trobriandeses, um grupo étnico das ilhas Trobiand, na Nova Guiné, e descreveu um sistema de trocas locais chamado de kula, estabelecendo sua influencia na vida e nas instituições dos trobriandeses em sua quase totalidade.

Na sociologia, a Escola de Chicago foi pioneira no uso do estudo de caso, explicando contextos sociais específicos através de análises detalhadas das suas características particulares, especialmente as interações sociais que os constroem. Esta escola de pensamento desenvolveu uma abordagem específica para estudos de caso baseada em indução analítica, um método que constrói teorias, padrões generalizáveis, a partir da análise sistemática de casos específicos, saindo da estratégia predominante de teste de teorias prontas. Posteriormente, esse esquema evoluiu para a moderna teoria fundamentada (grounded theory). William Thomas e Florian Znaniecki, por exemplo, na série de monografias "O camponês polonês na Europa e na América" (The Polish Peasant in Europe and America: Monograph of an immigrant group (5 vols., 1918–1920), onde descreveram o processo de migração de camponeses poloneses aos EUA.  Znaniecki argumentou que
a pesquisa que aspira à aplicação deve trabalhar em problemas sociais específicos, acompanhando o problema em um certo número limitado de grupos sociais concretos, estudando-o em cada grupo em relação à forma particular sob a influência das condições prevalecentes nesta sociedade.
A ciência política não tem uma definição única ou uma aplicação padronizada de estudo de caso.A diversidade de interpretações sobre o que significa realizar um estudo de caso, seja através de casos únicos ou pesquisa comparativa, conduzidos em modalidade tradicional de pesquisa de campo ou experimental, informados por pressupostos interpretativos ou realistas, varia entre os sub-campos da disciplina. O seu significado deriva parcialmente daqueles estabelecidos previamente em outros campos, como na psicologia e na medicina, bem como o desenvolvimento dado pela Harvard Business School, na década de 1950.
Nesta disciplina há diferentes abordagens metodológicas: centrada nos casos, ou de cado único, ou centrada no significado, que trata cada situação como totalidade complexa e historicamente específica, seguindo abordagem tradicionalmente associada à Escola de Chicago (p. ex. Pressman, Jeffrey L. e Wildavsky, Aaron, 1984), centradas nas variáveis que analisam relações entre fatores isolados em muitos casos, com maior inclinação para estabelecer proposições gerais sobre condições e interações humanas (p. ex.Theda Skocpol,1979 e Robert Putnam, 1993), ou usando estratégias exclusivamente quantitativas, por exemplo, quando busca explicações causais, apoiando-se sobretudo em inferência dentro do caso (process tracing, testes de congruência) e em teoria/métodos tipológicos; quando combina métodos configuracionais set-teóricos (QCA/CNA) em desenhos de poucos casos;  quando realiza tipificação de trajetórias (com Optimal Matching como técnica auxiliar).
Atualmente, têm-se buscado a integração entre as abordagens qualitativas e quantitativas, o que permite aproveitar as vantagens de cada estratégia: a sensibilidade ao contexto e complexidade dos métodos qualitativos, e a capacidade de generalização dos métodos quantitativos.
A ciência política experimenta períodos de maior e menor aceitação da abordagem de estudo de caso, incluindo a discussão entre aqueles que desejam preservar sua forma tradicional ou aproximá-la de estratégias mais quantitativas. Isso reflete o contexto do debate sobre significados particulares de "ciência" e dos esforços para articular o que constitui o método e aumentar sua aceitação em um campo norteamericano de orientação predominantemente quantitativa.

## Aplicações práticas do estudo de caso
O estudo de caso pode ter diferentes propósitos, que podem ir desde compreender mecanismos causais à construção ou teste de teorias. O método pode ser exploratório (para explorar situações onde a intervenção avaliada não apresenta resultados claros e únicos), descritivo (para descrever o contexto da vida real no qual a intervenção ocorreu); e explicativo (para explicar os vínculos causais em intervenções da vida real), ou avaliativo (para investigar a implementação e os efeitos de um programa, política ou intervenção, buscando verificar sua eficácia, eficiência e impacto no contexto específico em que ocorre.)

#### Design
O desenho de um estudo de caso envolve a definição clara do objetivo da pesquisa, do tipo de caso (único, múltiplo, incorporado ou aninhado) e da unidade de análise (indivíduo, instituição, processo ou evento). A lógica de inferência pode ser within-case (dentro do caso), com foco na identificação de mecanismos causais, ou cross-case (entre casos), para comparações estruturadas e focadas.

#### Seleção de casos
A seleção de casos é orientada por critérios teóricos e estratégicos. Podem ser escolhidos casos típicos, extremos, críticos, de desvio esperado (deviant cases) ou selecionados com base em estratégias de “mais semelhante” ou “mais diferente”. A abordagem population-oriented procura representar a variação existente no universo de interesse, enquanto a seleção guiada por teoria busca casos que maximizem o teste de hipóteses específicas. Diferentes estratégias de seleção de casos podem maximizar o poder explicativo do método conforme os objetivos específicos da pesquisa, especialmente em contextos de análise histórica comparativa, onde se busca selecionar casos que apresentem “similaridade suficiente” para permitir comparações significativas (com “suficiente” definido pelo arcabouço teórico em questão). A escolha de casos “menos prováveis” (least likely) oferece testes rigorosos de teorias ao demonstrar sua aplicabilidade em situações onde a confirmação seria pouco provável. Já a opção por casos “mais prováveis” (most likely) permite falsificação eficaz quando teorias falham em contextos favoráveis, revelando potencial heterogeneidade causal. Casos cruciais podem, simultaneamente, apoiar teorias emergentes e rejeitar teorias estabelecidas quando as evidências afetam substancialmente o conhecimento existente. Essa estratégia é especialmente útil em comparações contextualizadas, pois permite explorar como variáveis podem ter efeitos causais distintos em contextos heterogêneos, contribuindo para o refinamento da compreensão sobre quando e onde determinadas explicações se aplicam.

#### Coleta de dados
A coleta de dados em estudos de caso combina múltiplas fontes, como documentos oficiais, arquivos, entrevistas com atores relevantes, observação participante, registros midiáticos e bases de dados quantitativas. Procedimentos como protocolos de entrevista, cadeias de evidência auditáveis e linhas do tempo ajudam a garantir a validade e a confiabilidade dos achados.

#### Análise
A análise de um estudo de caso pode adotar estratégias como a comparação estruturada e focada, o teste de congruência (comparando predições teóricas com evidências empíricas) e o pattern matching (comparação de padrões). Ferramentas como a análise de sequência (Optimal Matching) são usadas para tipificar trajetórias, por exemplo, carreiras políticas ou ciclos de políticas públicas, enquanto a análise de redes e técnicas estatísticas complementam a interpretação.

#### Mapeamento de processo (process tracing)
O process tracing é uma técnica central em estudos de caso voltada para identificar e testar mecanismos causais que conectam variáveis independentes e dependentes. Ele utiliza diferentes tipos de teste, straw-in-the-wind (sugestivo), hoop (necessário), smoking gun (fortemente confirmatório) e doubly decisive (confirma e descarta hipóteses rivais). A análise sequencial de eventos e a coleta de “evidências-ponte” permitem reforçar a plausibilidade causal das explicações.

#### Construção e refinamento teórico
Os estudos de caso contribuem para a construção e o refinamento de teorias ao gerar hipóteses, refinar conceitos e desenvolver teorias de médio alcance. Tipologias causais, que combinam diferentes dimensões e condições, permitem compreender a diversidade de vias que levam a um mesmo resultado (equifinalidade).

#### Critérios de qualidade
A qualidade de um estudo de caso é avaliada por critérios como validade interna (coerência entre mecanismo causal e evidência), validade externa (possibilidade de generalização analítica), confiabilidade (transparência e replicabilidade) e triangulação (uso de múltiplas fontes e métodos).

#### Desafios metodológicos
Entre os desafios do método estão o viés de seleção de casos, a equifinalidade (múltiplas configurações de fatores podem produzir o mesmo fenômeno de interesse) e a causalidade complexa (a realidade social raramente opera através de relações causais simples e lineares), a diversidade limitada de variações empíricas e a ambiguidade temporal na relação causa–efeito. Estratégias para enfrentá-los incluem explicitação de critérios de seleção, uso de tipologias e process tracing para lidar com múltiplas vias causais e construção de cronologias detalhadas para estabelecer precedência temporal.

## Críticas e limitações
O estudo de caso, especialmente a partir do final do século XX, passou a ser alvo de críticas centradas, sobretudo, na sua suposta falta de capacidade de generalização. Argumenta-se que, por se concentrarem em um único caso ou em um número muito reduzido de casos, os estudos de caso produzem resultados dificilmente aplicáveis a populações mais amplas. Essa limitação colocaria em risco a busca por evidências empíricas que pudessem sustentar inferências generalizáveis a diferentes contextos.
Outra crítica recorrente refere-se ao caráter subjetivo do método, derivado da interpretação do pesquisador, o que poderia introduzir vieses na coleta, seleção e análise das evidências. Os estudos de caso também foram acusados de serem desconexos, ateóricos e excessivamente ideográficos, centrando-se na singularidade e na “micro-história” dos casos. Características como a ênfase em métodos qualitativos (entrevistas em profundidade, análise documental extensiva, etnografia, análise de discurso) e a imersão do pesquisador no contexto estudado são vistas, por alguns críticos, como fontes adicionais de parcialidade e baixa replicabilidade, ainda que valorizadas por outros pela riqueza interpretativa que proporcionam.
A questão da generalização estatística é um ponto de tensão: casos únicos oferecem base frágil para generalização populacional. Em contraposição, defensores da metodologia destacam que a finalidade do estudo de caso é a generalização analítica, ou seja, a extrapolação dos achados para proposições teóricas e não para universos empíricos mais amplos.
Ainda assim, tanto as conclusões oriundas de estudos de caso quanto as obtidas em análises estatísticas de dados agregados estão sujeitas ao mesmo princípio lógico da indução: não podem ser confirmadas de forma definitiva como verdadeiras ou falsas.
Na tentativa de responder a tais críticas, pesquisadores passaram a incorporar medidas quantitativas em estudos de caso, originando abordagens de métodos mistos (mixed methods), que combinam a profundidade qualitativa do estudo de caso com a objetividade e a maior capacidade de generalização de dados quantitativos. Assim, entrevistas em profundidade podem ser complementadas por questionários estruturados ou testes padronizados, permitindo validar e reforçar as conclusões qualitativas.
Autores como James Mahoney argumentam que resultados estatísticos e evidências qualitativas podem ser integrados de forma produtiva: efeitos estatisticamente significativos refletem processos causais específicos que se verificam em casos individuais; inversamente, padrões identificados em estudos de caso podem orientar análises estatísticas mais refinadas. Essa integração resolveria problemas tradicionais atribuídos ao estudo de caso, como a dificuldade de generalização e a limitação em testar todas as combinações causais possíveis, sem abrir mão do rigor científico.
Bent Flyvbjerg também ofereceu uma defesa do método, contestando mal-entendidos comuns e argumentando pelo seu valor científico, especialmente no estudo de fenômenos complexos e contextualmente dependentes.
Esta descoberta permite uma integração entre as duas abordagens: resultados estatísticos podem ser interpretados como evidência de processos causais específicos, enquanto padrões identificados em casos individuais podem orientar análises estatísticas mais sofisticadas. Essa integração, segundo Mahoney, resolve problemas tradicionais dos estudos de caso, que são a dificuldade de generalização e a impossibilidade de testar todas as combinações possíveis, ao mesmo tempo em que mantém o rigor científico em ambas abordagens.

## Ilustrações metodológicas
Estudos clássicos mostram a diversidade de aplicações do método, como Essence of Decision de Graham Allison, que analisa a Crise dos Mísseis de Cuba na ciência política; a pesquisa de Andrew Pettigrew sobre tomada de decisões organizacionais; e o trabalho de Henry Mintzberg e James McHugh que analisou mais de 2.800 filmes para compreender a formação de estratégias no National Film Board of Canada. Como ilustração metafórica ou analogia didática e não como exemplo empírico de pesquisa acadêmica, podemos citar o método investigativo de Sherlock Holmes.

#### Método investigativo de Sherlock Holmes como ilustração metafórica
O método investigativo do personagem de Arthur Conan Doyle, Sherlock Holmes, ilustra os princípios fundamentais da metodologia de estudo de caso. Holmes exemplifica a "triangulação sistemática" ao combinar múltiplas fontes de evidência: vestígios físicos, documentos, testemunhos e observação direta e evidências aparentemente desconexas não são excluídas pois podem revelar padrões causais quando analisadas em conjunto.
O detetive Holmes aplica princípios centrais dos estudos de caso: mapeamento detalhado de processos para identificar mecanismos causais, uso de evidência negativa, ou ausência de elementos esperados, como dado relevante, e construção de explicações causais através de observação sistemática. O personagem não se limita a identificar correlações, mas busca compreender como e por que determinados fatores produziram os resultados observados.
O processo investigativo de Sherlock Holmes demonstra também a abordagem case-oriented característica da metodologia: cada caso é tratado como fenômeno único que requer a observação do contexto, onde a compreensão emerge da análise conjunta de múltiplas evidências ao invés da aplicação de variáveis isoladas.

#### Exemplo de integração de métodos qualitativos e dados documentais
Em The Polish Peasant in Europe and America (1918–1920), William I. Thomas e Florian Znaniecki analisaram a reconfiguração familiar, o impacto nas normas e identidades, bem como a produção de desorganização e posterior reorganização social entre imigrantes poloneses nos Estados Unidos.
Znaniecki foi pioneiro no uso extensivo de documentos, incluindo centenas de cartas familiares, prontuários de associações, jornais étnicos e registros judiciais, além de história de vida, como a autobiografia de Władek Wiśniewski. Essa abordagem empírica permitiu a formulação de contribuições teóricas relevantes para a sociologia, como o conceito de definição da situação, base do chamado teorema de Thomas, segundo o qual “se os homens definem situações como reais, elas são reais em suas consequências”, a formulação dos pares valor–atitude e a noção de coeficiente humanístico, interpretação dos significados a partir da perspectiva do ator. O estudo estabeleceu um padrão de rigor para o estudo de caso qualitativo na sociologia, institucionalizou a análise de documentos pessoais e influenciou pesquisas contemporâneas sobre migração, etnicidade e integração.

###### Crise dos Mísseis de Cuba
Um exemplo clássico é o estudo de Graham Allison sobre a Crise dos Mísseis de Cuba, que compara três modelos explicativos, racional, organizacional e político-burocrático, e utiliza técnicas de congruência e rastreamento de processos.

###### O caso do programa Brasil em Ação como orientação de transferência de práticas
A aplicação da metodologia de estudo de caso aplicada por Barzelay (2007) para analisar o programa Brasil em Ação (1996-1998) é um exemplo de como se pode ir além da descrição e orientar a transferência de práticas administrativas entre organizações.

O programa Brasil em Ação foi implementado durante o governo Fernando Henrique Cardoso (1995-2003) e coordenou 42 projetos prioritários através de inovações gerenciais que superaram tradicionais dificuldades de execução no setor público brasileiro. Barzelay sistematizou seus achados em três processos interconectados: responsabilização pública (gerentes de projeto foram nomeados publicamente, criando pressão por resultados), credibilidade (financiamento garantido gerou confiança na viabilidade), e transparência (monitoramento em tempo real permitiu correções rápidas). A identificação destes princípios funcionais e sua sistematização são transferíveis para outros contextos organizacionais, o que demonstra que as possibilidades de aplicação prática da metodologia para orientar, neste caso, reformas administrativas práticas.